# Jakub Dědič
Jakub Dědič (2. listopadu 1883 Horní Lukavice – 9. února 1940 Plzeň) byl československý politik a meziválečný poslanec Národního shromáždění za Komunistickou stranu Československa.

## Biografie
Profesí byl podle údajů z roku 1925 kovodělníkem v Plzni-Skvrňanech. Byl redaktorem časopisu Jihočeský proletář.
Ve 20. letech zastával významné funkce v krajských strukturách KSČ jako představitel nové skupiny politiků spojených s trendem bolševizace strany po II. sjezdu KSČ. V prosinci 1924 byl na krajské konferenci zvolen krajským důvěrníkem KSČ. K roku 1927 se uváděl jako předseda krajského výkonného výboru strany.
V parlamentních volbách v roce 1925 se stal za Komunistickou stranu Československa poslancem Národního shromáždění. V roce 1929 ale v souvislosti s frakčním bojem uvnitř KSČ (nástup skupiny mladých, radikálních komunistů, takzvaní Karlínští kluci, kteří do vedení KSČ doprovázeli Klementa Gottwalda) ze strany odešel (byl vyloučen) a v červnu 1929 se stal členem nového poslaneckého klubu nazvaného Komunistická strana Československa (leninovci). Ve frakčním sporu v KSČ se krajská organizace strany, vedená Dědičem, nejprve postavila proti Gottwaldovi a podpořila Bohumila Jílka. V roce 1929 se ovšem předsedou krajského vedení KSČ stal gottwaldovec Josef Ullrich, s nímž se Dědič dostal do sporu a obvinil ho, že zfalšoval zápis z konference a sám se nechal delegovat na V. sjezd KSČ. Ullrich obvinění odmítl a od Dědiče si vymohl omluvu. Po vítězství Ullricha byl Dědič a jeho stoupenci ze strany vyloučeni.
V říjnu 1929 byl policií předveden do vazby krajského soudu v Plzni. Měl si odpykat šestiměsíční trest vězení kvůli veřejnému násilí. Nástup do věznice Dědič oddaloval a nereagoval na výzvy úřadů.
Zemřel v 9. února 1940 v Plzni.